# Якимовка (Буда-Кошелёвский район)
Якимовка (бел. Якімаўка) — посёлок в Липиничском сельсовете Буда-Кошелёвского района Гомельской области Белоруссии.

## География

### Расположение
В 12 км на север от районного центра и железнодорожной станции Буда-Кошелёвская (на линии Жлобин — Гомель), 60 км от Гомеля.

## Транспортная сеть
Транспортные связи по просёлочной, затем автомобильной дороге Чечерск — Буда-Кошелёво. Планировка состоит из короткой прямолинейной улицы широтной ориентации. Застройка деревянная, двусторонняя, усадебного типа.

## История
Основан в 1920-х годах переселенцами с соседних деревень на бывших помещичьих землях. В 1930 году жители посёлка вступили в колхоз. В 1959 году в составе колхоза «Заря» (центр — деревня Липиничи).

## Население

### Численность
- 2004 год — 23 хозяйства, 57 жителей.

### Динамика
- 1959 год — 216 жителей (согласно переписи).
- 2004 год — 23 хозяйства, 57 жителей.